# Демківське
Демківське — селище в Україні, у Тростянецькій селищній громаді Гайсинського району Вінницької області. Населення становить 155 осіб. У селищі розташована залізнична станція Демківка.

## Історія
Селище засноване 1700 року.
12 червня 2020 року відповідно розпорядження Кабінету Міністрів України № 707-р «Про визначення адміністративних центрів та затвердження територій територіальних громад Вінницької області», Олександрівська сільська рада об'єднана з Тростянецькою селищною громадою.
19 липня 2020 року, в результаті адміністративно-територіальної реформи та ліквідації Тростянецького району, селище увійшло до складу Гайсинського району.

## Населення

### Мова
Розподіл населення за рідною мовою за даними перепису 2001 року:
| Мова       | Кількість | Відсоток |
| ---------- | --------- | -------- |
| українська | 155       | 100%     |

## Економіка
У 2020 році в селищі відкрито завод глибокої переробки кукурудзи компанії «Дакса Бунге Україна». Вартість інвестиційного проєкту — 14 млн доларів США. Підприємство устатковане сучасним обладнанням італійського виробництва для переробки кукурудзи твердих сортів на борошно та крупу загальною потужністю 300 тон кукурудзи на добу (100 тис. тон на рік). До 80 % готової продукції заводу заплановано реалізовувати на експорт.